# Suzanne Wennberg
Brita Inger Suzanne Wennberg, född den 20 februari 1944 i Eskilstuna, är en svensk jurist. Hon är professor emerita i straffrätt och före detta dekanus vid juridiska fakulteten vid Stockholms universitet.

## Biografi
Wennberg disputerade 1977 på en avhandling med titeln ”Förskingring”.
Hon har författat en mängd artiklar inom straffrätt. Hon har även medverkat i lagstiftningsarbete, bland annat har hon skrivit vissa avsnitt i kommentaren till brottsbalken. I media har hon kommenterat och debatterat ändringar i lagstiftningen om sexualbrott, samt kommenterat diskussionen kring gängkriminalitet och organiserad brottslighet i Sverige.
Vid sidan av rättsfilosofiska artiklar har hon författat läroböcker inom straffrätt. Hennes forskning har haft två inriktningar, en om straffrättens allmänna del och en annan om ekonomisk brottslighet i vid bemärkelse.
Wennberg valdes in som ledamot av Kungliga Vetenskapsakademin 14 november 2007.

### Familj
Wennberg var från 1971 gift med generaldirektören Peder Törnvall (1941–2020) fram till hans död.

## Publikationer
- Förskingring: On Embezzlement (Almqvist & Wiksell, 1977)
- Försök till brott (Straffrättens allmänna del. Norstedts, 1985)
- Straffansvar (tillsammans med Madeleine Leijonhufvud. Juristförlaget, 1987)
- Introduktion till Straffrätten (1. uppl. Juristförlaget, 1988)
- Brottsbalken: en kommentar. Del 1 (1-12 kap.): brotten mot person och förmögenhetsbrotten m.m. (tillsammans med Lena Holmqvist, Madeleine Leijonhufvud, Per Ole Träskman. Norstedts Juridik, 1998)
- Brottsbalken: en kommentar. Del 2 (13-24 kap.): brotten mot allmänheten och staten m.m. (tillsammans med Lena Holmqvist, Madeleine Leijonhufvud, Per Ole Träskman. Norstedts Juridik, 1998)
- Brott och straff i affärslivet: en lärobok för ekonomer (tillsammans med Madeleine Leijonhufvud. Iustus, 2000)